# Hustle Punch
Hustle Punch (japanisch ハッスルパンチ Hassuru Panchi) ist eine Anime-Fernsehserie des Studios Tōei Animation aus den Jahren 1965 und 1966. Die Geschichten um die Abenteuer dreier tierischer Freunde basieren auf einer Idee und einem Manga von Animator Yusuji Mori. 

## Inhalt
Die drei Freunde Punch, der Bär, Touch, die Maus, und Bun, das Wiesel, haben alle keine Familie und versuchen, gemeinsam ein sorgenfreies Leben zu verbringen. Dabei erleben sie allerlei Abenteuer, oft verursacht durch die Machenschaften des Professor Garigari und dessen beiden Gehilfen, Black und Nu. Vor ihnen retten die drei Freunde regelmäßig ihre heimatliche Hafenstadt und vor allem den Schrottplatz, auf dem sie leben. Dabei ist Punch seine Stärke als Bär und sein harter Schädel hilfreich, mit dem er alle Schläge aushalten und sogar Wände durchbrechen kann. Touch hat einen Faible für Mode und Schmuck. Sie ist ihren Freunden vor allem behilflich, wenn es darum geht sich irgendwo hinein- oder herauszuschleichen, was ihr durch ihre Winzigkeit leicht fällt. Bun beteiligt sich an den Kämpfen mit ihren Erzfeinden mit einer Zwille, die er beherrscht wie kein anderer.
Professor Garigari greift die Stadt an und will sie vernichten, um eine eigene Stadt zu Ehren seiner Vorfahren zu errichten. Außer für sein eigentliches Ziel nutzt der Wolf seine Erfindungen auch, um sich durch Bankraub oder Geldfälscherei Geld zu beschaffen. Er wird von seinen beiden Gehilfen gefürchtet, sowohl vom sonst großspurig auftretenden schwarzen Kater Black, der mit seiner Pistole jedoch nie sein Ziel trifft, als auch dem dusseligen Schwein Nu, das sich immer wieder von Touchs Charme verführen lässt, den drei Freunden zu helfen.

## Produktion und Veröffentlichung
Die Serie entstand beim Studio Tōei Animation unter der Regie von Hiroshi Ikeda. Neben Ikeda wurden die Drehbücher auch von Kuniaki Oshikawa, Motonari Wakai, Natsuyo Shibata, Toshio Katsuta und Yoshikata Nitta geschrieben. Das Konzept der Serie und das Charakterdesign stammen von Yusuji Mori, der die Idee zuvor in einem Manga im Magazin Manga-O veröffentlicht hatte. Für den Vorspann war Isao Takahata als Regisseur verantwortlich, Hayao Miyazaki war als Schlüsselbildzeichner beteiligt.
Die insgesamt 26 je 25 Minuten langen Folgen wurden vom 1. November 1965 bis zum 25. April 1966 von TV Asahi in Japan gezeigt. 1975 folgte eine Ausstrahlung im peruanischen Fernsehen.

### Synchronisation
| Rolle              | japanischer Sprecher (Seiyū) |
| ------------------ | ---------------------------- |
| Punch              | Nobuyo Oyama                 |
| Bun                | Chiharu Kuri                 |
| Touch              | Yoko Mizugaki                |
| Professor Garigari | Jōji Yanami                  |
| Black              | Hiroshi Ohtake               |
| Nu                 | Takuzō Kamiyama              |

### Musik
Die Musik der beiden Serien komponierte Tsuguhoshi Kobayashi. Der Vorspann wurde unterlegt mit dem Lied Hustle Punch's Song von Nobuyo Oyama, Yoko Mizugak und dem Nishirokugō Shōnen Gasshōgan.